# 데이트 영화
《데이트 영화》(영어: Date Movie)는 미국과 스위스에서 제작된 에런 셀처 감독의 2006년 로맨틱 코미디 패러디 영화이다. 앨리슨 해니건 등이 출연하였고, 폴 시프 등이 제작에 참여하였다. 2006년 2월 16일 20세기 폭스를 통해 개봉하였다.

## 출연진
- 앨리슨 해니건
- 애덤 캠벨
- 제니퍼 쿨리지
- 토니 콕스
- 릴 존
- 카먼 일렉트라
- 프레드 윌러드
- 에디 그리핀
- 소피 멍크
- 마리 마티코
- 주다 프리들랜더
- 조시 마이어스
- 발레리 오르티스
- 프랭크 웰커
- 베벌리 폴신
- 스콧 스피드먼
- 톰 렝크
- 에드워드 모스

## 기타 제작진
- 공동 제작: 잭 머리
- 배역: 어맨다 하딩, 어맨다 코블린
- 미술: 윌리엄 A. 엘리엇
- 의상: 앨릭스 프리드버그

## 같이 보기
- 로맨틱 코미디